# Кызылжар (горы)
Кызылжар — горы на южной Сарыарки, в Шетском районе Карагандинской области, между рекамаи Шажагай, Сарыбулак. Абсолютная высота 1068 м. Протяжённость от востока к западу 20 км, ширина 10—12 км. Сложен из гранитно-гребенчатых камней. В оврагах и на склонах растет типчаковый ковыль.